# Alegría Borrás i Rodríguez
Alegría Borrás Rodríguez (Gràcia, Barcelona, febrer de 1943 - 15 de desembre de 2020), fou una jurista amb una llarga trajectòria com a catedràtica de Dret Internacional Privat de la Universitat de Barcelona.

## Trajectòria
Es llicencià en dret a la Universitat de Barcelona en 1964, on s'hi doctorà el 1970. De 1964 a 1982 ha estat professora ajudant i després adjunta de dret internacional públic i privat a la Universitat de Barcelona, i des de 1985 és catedràtica de dret internacional privat a la Universitat de Barcelona. Prèviament ho havia estat a la Universitat de Còrdova (1982-1983) i a la Universitat Autònoma de Barcelona (1983-1985).
A nivell europeu ha estat Delegada d'Espanya en la Conferència de la Haia de Dret Internacional Privat des de 1986 i cap de la delegació espanyola des de 1992, Delegada d'Espanya per a la cooperació judicial en matèria civil dins la Unió Europea des de 1993, delegada d'Espanya en el Comitè Permanent del Conveni de Lugano sobre competència judicial, reconeixement i execució de sentències en matèria civil i comercial des de 1996.
De 1986 a 2005 ha estat Membre de la Comissió Jurídica Assessora del Govern de Catalunya,de 1985 a 2000 membre del Consell científic del Patronat Català Pro Europa del Govern de Catalunya; el 1996 fou membre del Consell nacional per a l'avaluació de la recerca i el 1997 Presidenta de la seva Comissió de Ciències jurídiques. De 2001 a 2004 fou membre del Consell d'Assessorament, Seguiment i Avaluació de la Recerca del Govern de Catalunya.
El 2014 la Generalitat de Catalunya li va concedir la Creu de Sant Jordi i en va destacar l'esforç per donar visibilitat internacional a Catalunya.